# 에리카 앤더슨
에리카 앤더슨(Erika Anderson, 1963년 1월 1일 ~ )은 미국의 배우, 모델, 텔레비전 배우, 라디오 DJ, 영화배우이다.
털사에서 태어났다.

## 영화
- 브로큰 하트 (1998년)
- 클럽 VR (1996년)
- 유혹의 깊은 밤 (1994년)
- 새로운 전율 (1993년)
- 애욕의 잔다리 (1991년)
- 망각의 다이아몬드 (1991년)
- 나이트메어 5 - 꿈꾸는 아이들 (1989년)